# Friedrich Karl Meyer
Friedrich Karl Meyer ( 1926 - 2012) fue un botánico alemán, curador del "Herbario Haussknecht" de la Universidad de Jena, con cerca de 3.000.000 de especímenes; tomando su conducción desde 1966 a 1991. Realizó exploraciones botánicas a Cuba.

## Algunas publicaciones

### Libros
- 2011. Beiträge zur Flora von Albanien. Haussknechtia: Beiheft 15. Ed. 	Thüringische Botanische Gesellschaft e.V. 220 pp.

- 2006. Noccaea Moench. Revisión crítica de "Thlaspi"-Arten Europas, Afrikas und Vorderasiens / von Friedrich Karl Meyer. Ed. Thüringische Botanische Gesellschaft, 343 pp.

- 2000. Revision der Gattung Malpighia L. (Malpighiaceae) (Phanerogamarum monographiae). Ed. Cramer. 630 pp. ISBN 3-443-78005-9

### Colaboraciones en libros
- 2003. Studies on fossil and extant plants and floras. (Dedicated to Friedemann Schaarschmidt on the occasion of his 65th birthday). Ed. Wilde, Volker. 334 pp. 89 fig. 20 tabl. 36 planchas. ISBN 978-3-510-61349-6 (Meyer se ocupó de las crucíferas.[3])

- La abreviatura «F.K.Mey.» se emplea para indicar a Friedrich Karl Meyer como autoridad en la descripción y clasificación científica de los vegetales.[4]